# هاکوب اوسکانیان
هاکوب مکرتچی اوسکانیان (هاکوب تر-اوسکانیان) (ارمنی: Հակոբ Մկրտչի Ոսկանյան (Յակով Տեր-Ոսկանյան؛  زادهٔ ۲۰ ژوئیهٔ ۱۹۲۴ - درگذشته ۹ آوریل ۱۹۹۳) رهبر ارکستر اهل ارمنستان بود.

## زندگی‌نامه
وی در ۲۰ ژوئیهٔ ۱۹۲۴ در تفلیس به دنیا آمد و از کنسرواتوار دولتی کومیتاس ایروان و کنسرواتوار مسکو فارغ‌التحصیل گشت. وی همچنین برنده جوایزی همچون هنرمند مردمی ارمنستان شوروی (۱۹۷۷) و نشان جنگ میهنی شد. وی دره ۹ آوریل ۱۹۹۳ در سن ۶۸ سالگی در ایروان درگذشت